# Angus Sampson
Angus Murray Lincoln Walker Sampson (Sídney, Australia, 12 de febrero de 1979) es un actor, director, productor y guionista australiano. Es conocido por sus papeles en la saga Insidious, The Mule y Mad Max: Fury Road.

## Biografía
Angus Sampson nació en Sídney el 12 de febrero de 1979 en un hogar de clase media. Su padre era psiquiatra.
Empezó estudiando en la Trinity Grammar School, pero, después de sentirse desmotivado y de que unas pruebas demostrasen una gran inteligencia, estudió sus últimos años de colegio en el internado The Armidale, al norte de Nueva Gales del Sur.  Posteriormente, estudiaría en la escuela AWARD, de donde se graduaría en 2002.
Está casado y tiene dos hijos, nacidos en  2009 y 2012. No quiere revelar información sobre ellos para concederles privacidad, si bien se sabe que ella también trabaja en el mundo del cine.
Empezó en el teatro a los seis años, y, la primera vez,  le daba vergüenza salir vestido de mujer, pero eso cambió en cuanto salió al escenario.
Su primer papel en pantalla fue en 1998. Obtuvo gran fama en Australia mucho antes de irse a Estados Unidos y ser conocido internacionalmente.
En 2010, participará en la película Insidious junto a su amigo Leigh Whannell, participando igualmente en sus secuelas.
En 2014, junto a Tony Mahony, dirige The Mule, película cuyo guion también escribió él y que protagoniza.

## Filmografía

### Actor

#### Películas
| Año  | Título                                                                    | Papel                      | Ref.  |
| ---- | ------------------------------------------------------------------------- | -------------------------- | ----- |
| 1998 | Dags                                                                      | Prozac                     | [ 6 ] |
| 1999 | Smile & Wave (Cortometraje)                                               | Ray                        | [ 6 ] |
| 2003 | The Referees (Cortometraje)                                               | Stevo                      | [ 6 ] |
| 2003 | Darkness Falls                                                            | Ray                        | [ 6 ] |
| 2003 | Fat pizza                                                                 | Yonqui                     | [ 6 ] |
| 2003 | Razor Eaters                                                              | Syksey                     | [ 6 ] |
| 2005 | You and Your Stupid Mate                                                  | Jeffrey                    | [ 6 ] |
| 2006 | Kokoda                                                                    | Dan                        | [ 6 ] |
| 2006 | Footy Legends                                                             | Lloydy                     | [ 6 ] |
| 2007 | Rats and Cats                                                             | Ladrón                     | [ 6 ] |
| 2007 | Feeling Lonely? (Cortometraje)                                            | Rob                        | [ 6 ] |
| 2009 | The Last Supper (Cortometraje)                                            | Judas                      | [ 6 ] |
| 2009 | The Wake (Cortometraje)                                                   | Jonathan                   | [ 6 ] |
| 2009 | Celestial Avenue (Cortometraje)                                           | Ah Gong                    | [ 6 ] |
| 2009 | Donde viven los monstruos                                                 | Actor con el traje de toro | [ 6 ] |
| 2010 | I Love You Too                                                            | Matón                      | [ 6 ] |
| 2010 | Pop (Cortometraje)                                                        | Hombre                     | [ 6 ] |
| 2010 | Summer Coda                                                               | Franky                     | [ 6 ] |
| 2010 | Insidious                                                                 | Tucker                     | [ 6 ] |
| 2010 | Ga'Hoole: la leyenda de los guardianes                                    | Jutt (voz)                 | [ 6 ] |
| 2011 | Teddy (Cortometraje)                                                      | Jim Soldado                | [ 6 ] |
| 2011 | Tender (Cortometraje)                                                     | Max                        | [ 6 ] |
| 2011 | Attack (Cortometraje)                                                     | Soldado                    | [ 6 ] |
| 2011 | There's a Hippopotamus on Our Roof Eating Cake (Cortometraje)             | Padre                      | [ 6 ] |
| 2011 | Post Apocalyptic Man (Cortometraje)                                       | Barfly                     | [ 6 ] |
| 2012 | 100 Bloody Acres                                                          | Lindsay Morgan             | [ 6 ] |
| 2013 | Blinder                                                                   | Franky                     | [ 6 ] |
| 2013 | Insidious: Chapter 2                                                      | Tucker                     | [ 6 ] |
| 2014 | The Mule                                                                  | Ray Jenkins                | [ 6 ] |
| 2015 | Now Add Honey                                                             | Mick Croyston              | [ 6 ] |
| 2015 | Mad Max: Fury Road                                                        | The Organic Mechanic       | [ 6 ] |
| 2015 | Insidious: Chapter 3                                                      | Tucker                     | [ 6 ] |
| 2018 | Insidious: The Last Key                                                   | Tucker                     | [ 6 ] |
| 2018 | Insidious: The Last Key - Dive Into The Insidious Universe (Cortometraje) | Tucker                     | [ 6 ] |
| 2018 | Winchester                                                                | John Hansen                | [ 6 ] |
| 2018 | Benji                                                                     | Titus                      | [ 6 ] |
| 2023 | Next Goal Wins                                                            |                            | [ 6 ] |
| 2023 | Insidious: The Red Door                                                   | Tucker                     | [ 6 ] |
| 2024 | Furiosa: A Mad Max Saga                                                   | The Organic Mechanic       | [ 7 ] |

#### Series
| Año       | Título                        | Papel                       | Notas                              |
| --------- | ----------------------------- | --------------------------- | ---------------------------------- |
| 2001-2002 | Blue Heelers                  | Tony Costa / Glenn Rossiter | 2 episodios                        |
| 2002      | Short Cuts                    | DJ                          | Episodio "What a Feeling"          |
| 2003      | Stingers                      | Ali                         | Episodio "Cul-De-Sac"              |
| 2003      | Greeks on the Roof            | Dimi                        | 11 episodios                       |
| 2004-2005 | The Secret Life of Us         | Tyrone                      | 2 episodios                        |
| 2006-2009 | Thank God You're Here         | Él mismo                    | Números cómicos 11 episodios       |
| 2007      | Wilfred                       | Cyros                       | Episodios "Dog Eat Dog"            |
| 2007      | The King                      | Dave Gray feo               | Película para televisión           |
| 2007      | Chandon Pictures              | Bevan                       | 2 episodios                        |
| 2008      | Underbelly                    | Michael Thorneycroft        | 3 episodios                        |
| 2008      | Time Trackers                 | Leonardo da Vinci           | Episodio "Da Vinci"                |
| 2010      | The Librarians                | Xavier Fisher               | 4 episodios                        |
| 2010-2011 | Spirited                      | Zach Hannigan               | 15 episodios                       |
| 2012      | Beaconsfield                  | Brett 'Cress' Cresswell     | Película para televisión           |
| 2012      | Howzat! Kerry Packer's War    | Alan Johnson                | Miniserie 2 episodios              |
| 2013      | Paper Giants: Magazine Wars   | Patrick Bowring             | Miniserie 2 episodios              |
| 2013      | Insidious: Spectral Sightings | Tucker                      | Cortos para televisión 3 episodios |
| 2014      | Party Tricks                  | Wayne Duffy                 | 6 episodios                        |
| 2015      | Fargo                         | Bear Gerhardt               | 9 episodios                        |
| 2016      | Bruce                         | Mick                        | 7 episodios                        |
| 2016-2017 | Shut Eye                      | Fonso Marks                 | 20 episodios                       |
| 2018      | Voltron: Legendary Defender   | Ranveig                     | Episodio "Kral Zera"               |
| 2018      | Drunk history                 | Hughes                      | Episodio "Death"                   |
| 2018      | Nightflyers                   | Rowan                       | 10 episodios                       |
| 2019      | The Walking Dead              | Ozzy                        | 2 episodios                        |
| 2019      | Les Norton                    | Narrador                    | 10 episodios                       |
| 2019      | No Activity                   | Jefe                        | 6 episodios                        |
| 2021      | Bump                          | Dom Chalmers                | 10 episodios                       |
| 2022-2023 | El abogado del Lincoln        | Cisco                       |                                    |

* Fuente: Imdb

### Guionista
| Año  | Título                 | Notas            |
| ---- | ---------------------- | ---------------- |
| 1999 | Recovery               |                  |
| 2003 | Greeks on the Roof     | 11 episodios     |
| 2009 | The Last Supper        | Corto            |
| 2011 | It's Him... Terry Lim! | Corto documental |
| 2014 | The Mule               |                  |

* Fuente: Imdb

### Director
| Año  | Título                 | Notas            |
| ---- | ---------------------- | ---------------- |
| 2009 | The Last Supper        | Corto            |
| 2011 | The 3rd Driver         | Corto            |
| 2011 | It's Him... Terry Lim! | Corto documental |
| 2014 | The Mule               |                  |

* Fuente: Imdb

### Productor
| Año  | Título          | Notas                      |
| ---- | --------------- | -------------------------- |
| 1999 | Recovery        | Productor de segmentos     |
| 2009 | The Last Supper | Corto, productor ejecutivo |
| 2014 | The Mule        |                            |

* Fuente: Imdb

## Premios y reconocimientos
En 2007, la revista Who le nombraría una de las personas más sexis del mundo.
| Año  | Organización                                                    | Premio                                    | Trabajo                 | Resultado |
| ---- | --------------------------------------------------------------- | ----------------------------------------- | ----------------------- | --------- |
| 2014 | SXSW Film Festival                                              | Premio del público al centro de la acción | The mule                | Nominado  |
| 2014 | Australian Academy of Cinema and Television Arts (AACTA) Awards | Premio al mejor actor secundario          | 100 Bloody Acres (2012) | Nominado  |
| 2014 | Australian Film Critics Association Awards                      | Premio al mejor actor secundario          | 100 Bloody Acres (2012) | Nominado  |
| 2015 | Australian Film Critics Association Awards                      | Premio al mejor actor                     | The mule (2014)         | Nominado  |
| 2017 | Melbourne Web Fest                                              | Premio al mejor actor secundario          | Bruce                   | Nominado  |
| 2017 | Rio WebFest                                                     | Premio del jurado al mejor elenco         | Bruce                   | Nominado  |

* Fuente: Imdb